# 인간의 문
《인간의 문》은 MBC에서 1983년 6월 23일 ~ 1983년 6월 24일에 방영된 6.25 특집 드라마이다. 제1회 한국반공문학상을 수상한 조정래의 원작소설을 극화한 것으로, 공산주의의 허구에 매달린 한 인간을 추적, 전쟁의 비극을 그렸다.

## 출연진
- 이묵원
- 홍성민
- 반효정
- 박상조
- 박인환
- 서권순
- 한인수
- 홍순창
- 김주영
- 송경철
- 이덕화
- 박광남
- 임문수
- 맹상훈
- 이미영

## 줄거리
황복만은 성공한 기업체의 사장이다. 어느 날 그에게 괴전화가 걸려오고 배점수라는 그의 본명을 들춰내며 황사장을 협박한다. 6.25 당시 인민해방 대열에서 부역하며 양민을 학살한 자신의 치명적인 과거를 떠올린 황사장은 특히 신병문의 아내와의 관계를 떠올리며 고민에 빠진다.
협박자 신찬규는 유복자로서 어머니의 한을 통해 황복만에게 당했던 그 당시의 인간상과 사회상, 그리고 양쪽 가문의 엄청난 원한의 역사를 감지하고 복수의 일념에 사로잡힌다. 한편 황복만은 죽음을 앞두고 자신의 한맺힌 청년기를 생각하며 회한과 속죄의 늪에서 번민한다. 결국 과거는 어둠속에 묻히지만 그 상처는 이들을 다시 한번 6.25의 비극으로 몰아넣는다.

## 수상
- 1983년 제10회 한국방송대상 TV연출상 - 김종학